# Oreneta de ribera ullblanca
L'oreneta de ribera ullblanca (Pseudochelidon sirintarae; syn; Eurochelidon sirintarae) és una espècie d'ocell de la família dels hirundínids (Hirundinidae). És endèmica de Tailàndia. Els seus hàbitats són els boscos tropicals i subtropicals de frondoses humits de les terres baixes, els cursos d'aigua i les zones humides. El seu estat de conservació es considera en perill crític d'extinció.

## Descripció
- Ocells de mitjana grandària amb uns 18 cm de llarg. Gran bec de color groc verdós amb punta negra. Iris de color blanc. Potes grans i fortes, de color carn.[5]

- Sense dimorfisme sexual, els color general dels adults és amb reflexos blaus i verds a la part superior. Banda blanca brillant a la base de la cua i carpó. La cua és quadrada amb dues llargues plomes d'uns 9 cm en forma de fil.[5]
- Els joves no tenen plomes llargues a la cua i els colors són més marrons.[5]

## Hàbitat i distribució
Conegut únicament per nou espècimens capturats a Tailàndia central durant l'hivern de 1968. No han estat albirats en època recent, el que fa pensar que potser es van extingir.

## Taxonomia
En 1972, es va proposar col·locar aquesta espècie en un gènere independent, Eurochelidon (Brooke, 1972), per les importants diferències que havia amb l'espècie africana del gènere, però pocs autors fora de BirdLife International utilitza actualment aquesta classificació.